# Armistício de Mudros

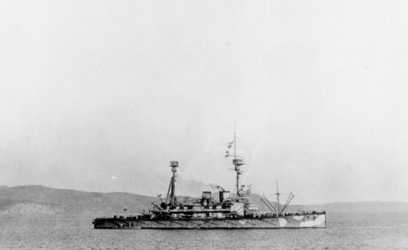
numa visita a Mudros anterior ao armistício, durante a campanha de Dardanelos, em 1915.

O Armistício de Mudros (turco: Mondros Mütarekesi ), concluído em 30 de outubro de 1918, encerrou as hostilidades, ao meio-dia do dia seguinte, no fronte do Oriente Médio entre o Império Otomano e os Aliados da Primeira Guerra Mundial. Foi assinado pelo ministro otomano da Marinha Rauf Bey e pelo almirante britânico Somerset Arthur Gough-Calthorpe, a bordo do HMS Agamemnon no porto de Mudros, na ilha grega de Lemnos.
Como parte de várias condições para o armistício, os otomanos renderam suas guarnições restantes fora da Anatólia, bem como concederam aos Aliados o direito de ocupar fortes que controlam o estreito dos Dardanelos e do Bósforo; e o direito de ocupar o mesmo "em caso de desordem" qualquer território otomano, em caso de ameaça à sua segurança. O exército otomano, incluindo a força aérea otomana, foi desmobilizado e todos os portos, ferrovias e outros pontos estratégicos foram disponibilizados para uso dos Aliados. No Cáucaso, os otomanos tiveram que recuar para dentro das fronteiras pré-guerra entre o Império Otomano e Russo.
O armistício foi seguido pela ocupação de Instambul e a subsequente partilha do Império Otomano. O Tratado de Sèvres (10 de agosto de 1920), que foi assinado no rescaldo da Primeira Guerra Mundial, impôs duras condições ao Império Otomano, mas nunca foi ratificado pelo Parlamento Otomano em Istambul. O Parlamento otomano foi oficialmente dissolvido pelos Aliados em 11 de abril de 1920 devido à oposição esmagadora dos parlamentares turcos às disposições discutidas em Sèvres. Posteriormente, a Guerra da Independência da Turquia foi travada de 1919 a 1923. A Grande Assembleia Nacional da Turquia, estabelecida em Ancara em 23 de abril de 1920 por Mustafa Kemal Paxá e seus seguidores (incluindo ex-parlamentares do fechado Parlamento Otomano) tornaram-se o novo governo de fato da Turquia. O Armistício de Mudros foi substituído pelo Tratado de Lausanne, assinado em 24 de julho de 1923, após a vitória turca na Guerra da Independência.

## Antecedentes

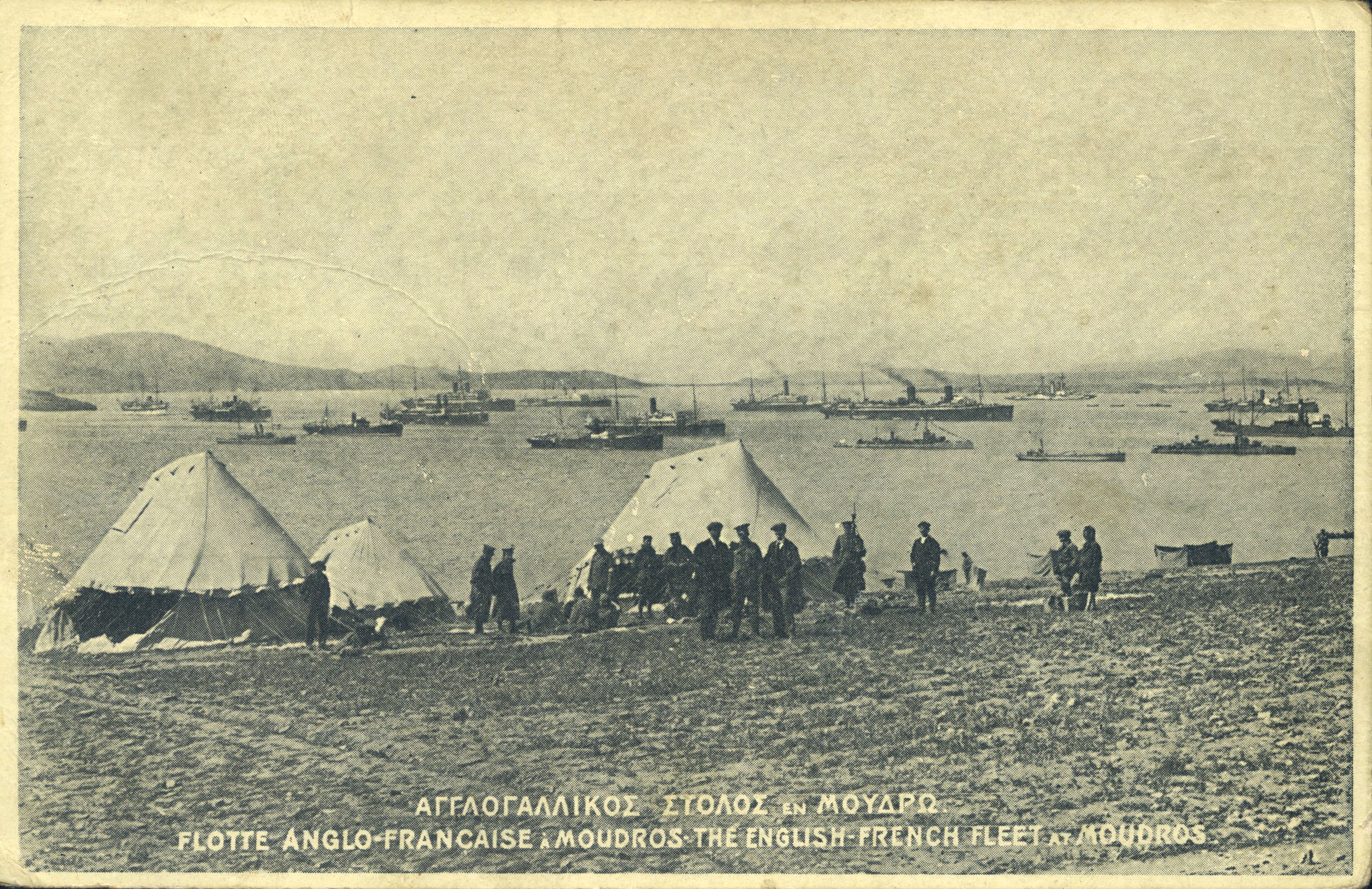
A frota anglo-francesa na baía de Moudros

A Primeira Guerra Mundial deu uma guinada caótica em 1918 para o Império Otomano. Com Yudenich do Exército Russo do Cáucaso desertar após o colapso do Império Russo, os otomanos recuperaram terreno na Arménia e até mesmo empurrado para Cáucaso, anteriormente controlada pelos russos, em primeiro lugar, com Exército Otomano 3 de Vehip Paxá e, mais tarde, começando em junho de 1918, com o Exército do Islã de Nuri Paxá, que excluiu oficiais e soldados alemães. A Campanha do Cáucaso colocou os otomanos em conflito com seu aliado, a Alemanha, que esperava comprar petróleo do Cáucaso do governo bolchevique em Moscou, enquanto os otomanos queriam estabelecer suas fronteiras orientais. Os exércitos otomanos avançaram para o interior do Cáucaso, reunindo apoiadores até Tashkent, no lado oriental do Mar Cáspio. Além disso, com os bolcheviques no poder em Moscou, o caos se espalhou na Pérsia, à medida que o governo russo-britânico favorável a Ahmad Shah Qajar perdia autoridade fora da capital. Em contraste, na Síria, os otomanos foram constantemente repelidos pelas forças britânicas, culminando na queda de Damasco em outubro de 1918. Inicialmente, havia grandes esperanças para os otomanos de que suas perdas na Síria pudessem ser compensadas com sucessos no Cáucaso. Enver Paxá, um dos membros mais influentes do governo otomano, manteve uma postura otimista, escondeu informações que fizessem a posição otomana parecer fraca e levou a maior parte da elite otomana a acreditar que a guerra ainda poderia ser vencida.
Os acontecimentos no sudeste da Europa anularam as esperanças do governo otomano. A frente macedônia, também conhecida como campanha de Salônica, estava em grande parte estável desde 1916. Em setembro de 1918, as forças aliadas (sob o comando de Louis Franchet d'Espèrey) montaram uma ofensiva repentina que se mostrou bastante bem-sucedida. O exército búlgaro foi derrotado e a Bulgária foi forçada a pedir a paz no Armistício de Salônica. Isso minou a causa alemã e otomana simultaneamente, já que os alemães não tinham tropas de sobra para defender a Áustria-Hungria da vulnerabilidade recém-formada no sudeste da Europa após as perdas sofridas na França, e os otomanos repentinamente enfrentaram a necessidade de defender Constantinopla contra um cerco europeu por terra sem a ajuda dos búlgaros.
O grão-vizir Talaat Paxá visitou Berlim, Alemanha, e Sofia, Bulgária, em setembro de 1918. Ele voltou com o entendimento de que a guerra não era mais vencível. Com a Alemanha provavelmente buscando uma paz separada, os otomanos seriam forçados a fazê-lo também. Talaat convenceu os outros membros do partido governante de que eles deveriam renunciar, já que os Aliados imporiam termos muito mais severos se pensassem que as pessoas que começaram a guerra ainda estavam no poder. Ele também procurou os Estados Unidos para ver se poderia se render a eles e obter os benefícios dos Quatorze Pontos apesar do Império Otomano e dos Estados Unidos não estarem em guerra; no entanto, os americanos nunca responderam, pois estavam à espera do conselho britânico sobre como responder que nunca veio. Em 13 de outubro, Talaat e o resto de seu ministério renunciaram. Ahmed Izzet Paxá substituiu Talaat como grão-vizir. Dois dias depois de assumir o cargo, ele enviou o general britânico capturado Charles Vere Ferrers Townshend aos Aliados para buscar os termos de um armistício.

## Negociações
O gabinete britânico recebeu a notícia da oferta e estava ansioso para negociar um acordo. Os termos permanentes da aliança eram que o primeiro membro a ser procurado para um armistício conduzisse as negociações; o governo britânico interpretou isso como significando que a Grã-Bretanha conduz as negociações sozinha. Os motivos para isso não são totalmente claros, se foi a sincera interpretação britânica dos termos da aliança, temores de que os franceses insistam em demandas excessivamente duras e frustrem um tratado, ou um desejo de cortar os franceses dos "espólios" territoriais prometido a eles no Acordo Sykes-Picot. Townshend também indicou que os otomanos preferiam negociar com os britânicos; ele não sabia sobre o contato americano ou que Talaat havia enviado um emissário para os franceses também, mas esse emissário demorou mais para responder. O gabinete britânico deu poderes ao almirante Calthorpe para conduzir as negociações com a exclusão explícita dos franceses. Eles também sugeriram um armistício em vez de um tratado de paz completo, na crença de que um tratado de paz exigiria a aprovação de todas as nações aliadas e seria muito lento.
As negociações começaram no domingo, 27 de outubro no HMS Agamemnon, um couraçado britânico. Os britânicos recusaram-se a admitir o vice-almirante francês Jean Amet, o oficial naval francês sênior na área, apesar de seu desejo de ingressar; a delegação otomana, chefiada pelo ministro da Marinha, Rauf Bey, indicou que era aceitável, visto que eram credenciados apenas para os britânicos, não para os franceses.

Ambos os lados não sabiam que o outro estava realmente ansioso para assinar um acordo e desistindo de alguns de seus objetivos para fazê-lo. A delegação britânica recebeu uma lista de 24 demandas, mas foi instruída a ceder a qualquer uma delas se pressionada, exceto a ocupação dos fortes em Dardanelos e passagem livre pelo Bósforo; os britânicos desejavam acesso ao Mar Negro para a frente romena. O primeiro-ministro David Lloyd George também queria fazer um acordo rapidamente antes que os Estados Unidos pudessem intervir; de acordo com o diário de Maurice Hankey:
[Lloyd George] também desprezava o presidente Wilson e estava ansioso para organizar a divisão da Turquia entre França, Itália e GB antes de falar com os Estados Unidos. Ele também achava que atrairia menos atenção para nossos enormes ganhos durante a guerra se engolíssemos nossa parte da Turquia agora, e as colônias alemãs mais tarde.
As autoridades otomanas, por sua vez, acreditavam que a guerra estava perdida e teriam aceitado quase todas as exigências feitas a eles. Como resultado, o rascunho inicial preparado pelos britânicos foi aceito praticamente inalterado; o lado otomano não sabia que poderia ter rejeitado a maioria das cláusulas, e os britânicos não sabiam que poderiam ter exigido ainda mais. Ainda assim, os termos eram amplamente pró-britânicos e perto de uma rendição total; o Império Otomano cedeu aos Aliados os direitos de ocupar "em caso de desordem" qualquer território otomano, uma cláusula vaga e ampla.
Os franceses não gostaram do precedente; O primeiro-ministro francês Georges Clemenceau não gostava que os britânicos tomassem decisões unilaterais em um assunto tão importante. Lloyd George respondeu que os franceses concluíram um armistício semelhante em curto prazo no Armistício de Salônica, que foi negociado pelo general francês d'Esperey e que a Grã-Bretanha (e a Rússia czarista) comprometeram a vasta maioria das tropas na campanha contra o império Otomano. Os franceses concordaram em aceitar o assunto como encerrado. O população mais educada otomano, no entanto, recebeu impressões enganosamente positivas da severidade dos termos do Armistício. Eles pensaram que seus termos eram consideravelmente mais brandos do que realmente eram, uma fonte de descontentamento mais tarde, quando parecia que os Aliados haviam violado os termos oferecidos durante a Guerra da Independência da Turquia.

## Consequências
O Armistício de Mudros encerrou oficialmente as hostilidades entre os Aliados e o Império Otomano. No entanto, as incursões de italianos e gregos na Anatólia em nome da "restauração da ordem" logo chegaram perto de uma divisão total do país. O Tratado de Sèvres em 1920 dividiu oficialmente o Império Otomano em zonas de influência; no entanto, a Guerra da Independência da Turquia (1919–23) viu a rejeição do tratado pelas forças nacionalistas turcas baseadas em Ancara, que eventualmente assumiram o controle da Península da Anatólia. O território otomano na Síria, Palestina e Arábia manteve-se distribuído pelo Tratado de Sèvres, enquanto as fronteiras do Estado-nação turco foram definidas pelo Tratado de Lausanne em 1923.